# کمپانی هند شرقی (بازی)
 کمپانی هند شرقی  یک بازی استراتژی هم‌زمان است که توسط کمپانی فنلاندی نیترو گیمز ساخته و به دست پارادوکس اینتراکتیو منتشر شده‌است. این بازی در تاریخ ۳۱ ژوئیه ۲۰۰۹ در آمریکای شمالی و در ۱۴ اوت ۲۰۰۹ در اروپا منتشر شد.
این بازی حول محور فتح جنوب آسیا و جنوب شرقی آسیا به دست ابرقدرت‌های اروپایی می‌گردد. وظیفه بازیکن فتح هند و نهادن امپراتوری تجاری برای حکم رانی است.

## گیم‌پلی
در بازی هشت کشور قابل بازی وجود دارد، بریتانیای کبیر، فرانسه، هلند، پرتغال، دانمارک، سوئد، امپراتوری روم مقدس، اسپانیا.
۱۱ نوع کشتی برای انتخاب در بازی وجود دارد.